# Peter Schmidt (pisarz)
Peter Schmidt (ur. 11 sierpnia 1944 w Gescher, Niemcy) – niemiecki pisarz, autor licznych powieści, obejmujących rozmaite gatunki, m.in. thriller polityczny, powieść szpiegowska, powieść detektywistyczna, SF, powieść kryminalna. Posługuje się pseudonimami „Peter Cahn” oraz „Mike Jaeger”.
Poza literaturą sensacyjną i kryminalną, Schmidt pisał także zróżnicowane stylistycznie utwory, mieszczące się w głównym nurcie literatury (satyra, powieść filozoficzna) a także opracowania problematyczne, poświęcone głównie tematyce psychologicznej, oparte na wynikach własnych badań. 
Peter Schmidt mieszka i pracuje w Gelsenkirchen.
W przekładzie na język polski ukazała się powieść Zasada światła i ciemności w tłum. W. Sawickiego, Bydgoszcz 1990, oraz opracowanie poświęcone psychologii pt. Siła pozytywnego myślenia, tłum. J. Kumaniecka, Warszawa 2006.

## Dzieła
- 1981 – Mehnerts Fall
- 1982 – Die Trophäe
- 1983 – Augenschein
- 1984 – Eiszeit für Maulhelden
- 1984 – Die Regeln der Gewalt
- 1985 – Ein Fall von großer Redlichkeit
- 1985 – Einmal Sonne und zurück
- 1985 – Erfindergeist
- 1986 – Die Stunde des Geschichtenerzählers
- 1986 – Von Särgen und nächtlichen Schreien
- 1986 – Das Prinzip von Hell und Dunkel (pol. Zasada światła i ciemności, 1990)
- 1986 – Der EMP-Effekt
- 1986 – Der Agentenjäger
- 1987 – Winger, Kriminalhörspiel
- 1988 – Linders Liste
- 1989 – Die fünfte Macht
- 1989 – Der kleine Herzog
- 1990 – Das Veteranentreffen
- 1991 – Schafspelz
- 1992 – Die andere Schwester
- 1992 – Roulett
- 1993 – Der Mädchenfänger
- 1993 – Schwarzer Freitag
- 1994 – Winger
- 1994 – Gen-Crash (pod pseudonimem Peter Cahn)
- 1995 – Harris
- 1996 – Trojanische Pferde
- 1998 – Eine böse Überraschung
- 1998 – Montag oder Die Reise nach innen
- 1999 – Feuervogel (pod pseudonimem Mike Jaeger)
- 1999 – EQ-Training
- 1999 – 2999 – Das dritte Millennium
- 1999 – Streit um Drei
- 2001 – Die Kraft der positiven Gefühle (pol. Siła pozytywnego myślenia, 2006)
- 2002 – Stehen Sie drüber
- 2004 – Endzeit
- 2006 – Scanning

## Literatura
- Peter Schmidt und der deutsche Politthriller, [w:] J. Schmidt: Gangster, Opfer, Detektive – Eine Typengeschichte des Kriminalromans, Ullstein 1989.
- D.P.Meier-Lenz im Gespräch mit Peter Schmidt: Der Agententhriller, der aus Deutschland kommt, Zeitschrift für Literatur, Kunst und Kritik, Nr.144/4, 1986.
- Nachwort von Rudi Kost [w:] P. Schmidt: Der kleine Herzog, Rowohlt 1989.
- Herbert Knorr: Rohstoff aus der Zeitung, [w:] Literarische Portraits, Patmos 1991.
- Karl-Heinz Jakobs im Gespräch mit Peter Schmidt [w:] Neues Deutschland, 17.7.1992.
- Armin Zemann: Marlowe`s Enkel. Diplomarbeit im Fach Psychologie über den Roman Schafspelz, Universität München 1994.
- Peter Nusser in: Der Kriminalroman, Metzler, 2. Auflage 1992.
- Peter Schmidt [w:] Steckbriefe, Rowohlt 1995.
- H. P. Karr: Peter Schmidt, [w:] Lexikon der deutschen Krimi-Autoren, 2006.